# 宗像氏貞
宗像 氏貞（むなかた　うじさだ、1545年—1586年），日本戰國時代的大名，為大内氏的家臣、宗像大社的第79代大宮司。

## 生平
大內氏在筑前的領地被大友氏攻佔後便獨立。元龜二年（1571年）氏貞將其妹色姬嫁給大友家於筑前繼承立花氏的立花道雪以作為和平相處的手段，並將部份領地割讓給道雪，然而此舉卻引起宗像家臣的不滿，因為在被割讓的土地中，其人民長年接受宗像氏的統治，不願換主。
天正七年（1579年），大友軍在日向為島津軍所敗；氏貞的家臣因早前割地的不滿而擅自襲擊立花家的運糧部隊（小金原之戰），宗像氏貞知道此舉已經破壞同盟並將引起立花道雪的反攻，遂與秋月種實、原田信種等筑前反大友氏的國人趁機謀反。天正十年（1582年）宗像聯軍被紹運與立花道雪合兵鎮壓，於吉原口防戰大敗後，居城許斐山城也被攻落，宗像家因此勢力消散。宗像氏貞之妹，道雪的側室色姬後來移居到立花山城下的青柳一地，不久後病逝。
後氏貞於天正十四年（1586年）死亡。